# Metal Gear (videohra)
Metal Gear je akční dobrodružná stealth hra, kterou pro MSX2 vyvinula a vydala společnost Konami. Původně byla pro tento systém vydána v červenci 1987 v Japonsku a některých částech Evropy. Je považována za popularizátora žánru stealth her. Byla to první videohra, kterou vytvořil Hideo Kodžima, který později režíroval většinu následujících her ze série Metal Gear. Emulovaná verze pro Famicom byla součástí speciální edice hry Metal Gear Solid: The Twin Snakes pro GameCube.
O několik měsíců později vyšel přepracovaný port hry pro Famicom, který se později během následujících dvou let dočkal vydání na mezinárodních trzích pro NES. Tato verze byla vyvinuta bez Kodžimovy účasti a mimo jiné obsahuje drasticky změněný design úrovní.

## Příběh
Hráči ovládají Solid Snakea, agenta speciální jednotky FOXHOUND, který se vydává na samostatnou infiltrační misi do opevněného státu Outer Heaven, aby zničil Metal Gear, dvounohý chodící tank schopný odpalovat jaderné střely odkudkoli na světě, a také zachránil několik kolegů, kteří byli zajati nepřítelem.

## Ohlasy a odkaz v kultuře
Hra zaznamenala velký mezinárodní úspěch a verze pro NES se ve Spojených státech prodalo 1 milion kusů. Hra Metal Gear je uznávána jako první mainstreamová stealth hra a je považována za průkopníka stealth mechanik i vyprávění příběhu prostřednictvím přenosného rádiového vysílače.
Ze hry se následně stala série. Na hru navazuje pokračování Metal Gear 2: Solid Snake.